# Internationaler Preis des Westfälischen Friedens
Der Internationale Preis des Westfälischen Friedens, kurz Westfälischer Friedenspreis, wird seit 1998, dem Jahr des 350-jährigen Jahrestages des Westfälischen Friedens, alle zwei Jahre von der Wirtschaftlichen Gesellschaft für Westfalen und Lippe e. V. verliehen.
Dotiert ist der in Münster gestiftete Friedenspreis mit 100.000 Euro. Verliehen wird der Preis je zur Hälfte an zwei Preisträger. Einerseits geht das Preisgeld zur Hälfte an Persönlichkeiten oder Repräsentanten von Staaten und Gruppen, die sich für den Zusammenhalt Europas eingesetzt haben. Und andererseits geht das Preisgeld zur Hälfte an Jugendliche und Jugendorganisationen, die durch ihr Handeln zum Vorbild für Frieden in der Welt geworden sind.
Die Jury des Internationalen Preises des Westfälischen Friedens bilden (Stand 2023):
- Reinhard Zinkann junior (Vorsitzender), Geschäftsführender Gesellschafter der Miele & Cie. KG
- Jean-Claude Juncker, ehemaliger Premierminister des Großherzogtums Luxemburg und ehemaliger Präsident der Europäischen Kommission
- Hendrik Wüst, Ministerpräsident des Landes Nordrhein-Westfalen
- Friedrich Merz, Bundesvorsitzender der CDU
- Frank-Walter Steinmeier, Bundespräsident der Bundesrepublik Deutschland
- Stanislaw Tillich, ehemaliger Ministerpräsident des Freistaates Sachsen
- Cem Özdemir, ehemaliger Bundesminister für Ernährung und Landwirtschaft
- Jens Weidmann, ehemaliger Präsident der Deutschen Bundesbank
- Georg Friedrich Prinz von Preußen, Oberhaupt des Hauses Hohenzollern
- Sigmar Gabriel, ehemaliger Bundesminister des Auswärtigen

## Preisträger
| Jahr | Preisträger | Jugendpreisträger |
| ---- | --- | --- |
| 1998 | Václav Havel | Gesto por la Paz |
| 2000 | Helmut Kohl | Ekola-Gymnasium, Conrad-von-Soest-Gymnasium |
| 2002 | Carla Del Ponte | Schüler Helfen Leben |
| 2004 | Kurt Masur | Sternsinger |
| 2006 | Valéry Giscard d’Estaing, als „überzeugter und überzeugender Baumeister Europas“ sowie Vorsitzender des EU-Verfassungskonvents | Jugendliche, die an den V. Bodelschwinghsche Anstalten Bethel ein Freiwilliges soziales Jahr absolvieren, für ihre Hilfe bei der Pflege von alten und behinderten Menschen |
| 2008 | Kofi Annan | Das „Libanon Projekt“ der Gemeinschaft junger Malteser |
| 2010 | Daniel Barenboim | West-Eastern Divan Orchestra |
| 2012 | Helmut Schmidt | Children for a better World |
| 2014 | Die Besatzungen der Internationalen Raumstation                                                                                | Die Jugendarbeit des Volksbundes Deutsche Kriegsgräberfürsorge |
| 2016 | König Abdullah II. von Jordanien                                                                                               | Aktion Sühnezeichen |
| 2018 | Estland, Lettland und Litauen                                                                                                  | Ring deutscher Pfadfinderverbände |
| 2020 | Alexis Tsipras und Zoran Zaev                                                                                                  | Plant-for-the-Planet |
| 2024 | Emmanuel Macron | Deutsch-Polnisches Jugendwerk |

## Westfälische Friedenskonferenz
In Münster und Osnabrück wurde 1648 die Grundlage für das moderne Völkerrecht gelegt. 375 Jahre nach dem Westfälischen Frieden hat die Wirtschaftliche Gesellschaft für Westfalen und Lippe e. V. 2023 erstmals die Westfälische Friedenskonferenz einberufen.
Am 15. September 2023, im historischen Rathaus zu Münster, berieten eingeladene Vertreter aus Politik, Wirtschaft und Wissenschaft, die Stärkung des durch international abgestimmte Regeln geordneten liberalen Völkerrechts. Die moderne internationale Staatengemeinschaft kultiviert die Integrität von Staatengrenzen und die friedliche Beilegung von Interessenskonflikten.
Diskutiert wurden der völkerrechtswidrige Angriffskrieg in der Ukraine durch Russland und der grundlegende Wandel des Konflikts im Nahen Osten durch die Abraham-Abkommen zwischen Israel, Marokko, den Vereinigten Arabischen Emiraten, Bahrain und Sudan. Weiter wurden kriegerische Krisen in Afrika und die daraus resultierenden Folgen für die Welt diskutiert.

## Belege
1. ↑  Internationaler Preis des Westfälischen Friedens, Pressemitteilung der Wirtschaftlichen Gesellschaft für Westfalen und Lippe.
2. ↑  15. September: Westfälische Friedenskonferenz. Münster Marketing, 15. September 2023, abgerufen am 15. September 2023.
3. ↑  Pistorius begrüßt Klitschko in der "Friedensstadt" Münster. In: Nachrichten. Westdeutscher Rundfunk Köln, 15. September 2023, abgerufen am 15. September 2023.
4. ↑  Westfälische Friedenskonferenz; Die #WFK23 im Livestream. Wirtschaftliche Gesellschaft für Westfalen und Lippe e. V., abgerufen am 15. September 2023.